# Круто
Круто (Cruco, Kruto, Крук; вбитий в †1093 р.) — слов'янський князь племені вагрів, іменем яких названо півострів Вагрія. Язичник. Голова Вендської держави, король венедів.
Відомий здебільшого з Хермольдової Хроніки слов'ян. В 1066 році, після смерті Готшалька, віче обрало його князем. У 1060-х роках підкорив плем'я поморян Щеціна та плем'я волінян міста Волін (після шлюбу з поморянською княгинею Славіною). Крім того, Круто проводив спустошливі набіги на саксів і в 1072 році спалив Гамбург.
Також він мусив вести боротьбу з сином Готшалька Будівоєм і князем саксів Ордульфом, що допомагав йому. Проте ні Ордульф, ні його наступник Магнус так і не змогли повалити Крута. Остаточної поразки Будівой і Магнус зазнали в 1074 чи в 1075 році. Будивой із сакськими посіпаками був осаджений у столиці племені плоні Плонь. Вони намагались втекти з міста, проте були вбиті його жителями, які повстали через нестерпну поведінку наїздників.
З того часу він одноосібно правив бодричами і підкореними землями сакського племені нордальбінгів. Німецька імперія не втручалась в справи Крута, оскільки мала досить серйозні внутрішні проблеми. За часів Крута Ободрицький союз досягнув свого апогею, проте це був початок кінця.
В 1093 Генріх, син Готшалька і брат Будівоя, заручився підтримкою данців і саксів напав на землі бодричів з метою повернути собі батьківський престол. Круто намагався відволікти увагу Генріха умовляннями і пропозиціями, а сам кілька разів готував на нього замахи, які не вдались через невірну Крутову дружину Славіну. Врешті Круто був впійманим та страчений за наказом Генріха.